# Wedoquella denticulata
Wedoquella denticulata är en spindelart som beskrevs av Galiano 1984. Wedoquella denticulata ingår i släktet Wedoquella och familjen hoppspindlar. Inga underarter finns listade i Catalogue of Life.